# Friedrich Bachmeier
Friedrich Bachmeier (30 de março de 1903 - 12 de setembro de 2001) foi um oficial alemão que serviu durante a Segunda Guerra Mundial. Foi condecorado com a Cruz de Cavaleiro da Cruz de Ferro.

## Condecorações
| Cruz de Ferro 2ª Classe                                 |
| Cruz de Ferro 1ª Classe                                 |
| Cruz de Cavaleiro da Cruz de Ferro 9 de janeiro de 1945 |